# Shadows Run Black
Pour plus de détails, voir Fiche technique et Distribution.
Shadows Run Black est un film américain réalisé par Howard Heard, sorti en 1984.

## Distribution
- Kevin Costner : Jimmy Scott
- William J. Kulzer : Rydell King
- Elizabeth Trosper : Judy Cole (credité Elizabeth Carroll Trosper)
- Shea Porter : Morgan Cole
- George Engelson : Priest (credité George J. Engelson)
- Dianne Hinkler : Helen Cole
- Julius Metoyer : Billy Tovar
- Terry Congie : Lee Faulkner
- Lee Bishop : Officier de police